# Рудка (Красноставський повіт)
Рудка (пол. Rudka) — село в Польщі, у гміні Сенниця-Ружана Красноставського повіту Люблінського воєводства.
Населення — 171 особа (2011).
У 1975-1998 роках село належало до Холмського воєводства.

## Демографія
Демографічна структура станом на 31 березня 2011 року:
|          | Загалом | Допрацездатний вік | Працездатний вік | Постпрацездатний вік |
| -------- | ------- | ------------------ | ---------------- | -------------------- |
| Чоловіки | 86      | 16                 | 58               | 12                   |
| Жінки    | 85      | 17                 | 47               | 21                   |
| Разом    | 171     | 33                 | 105              | 33                   |